# 홍콩의 교통표지

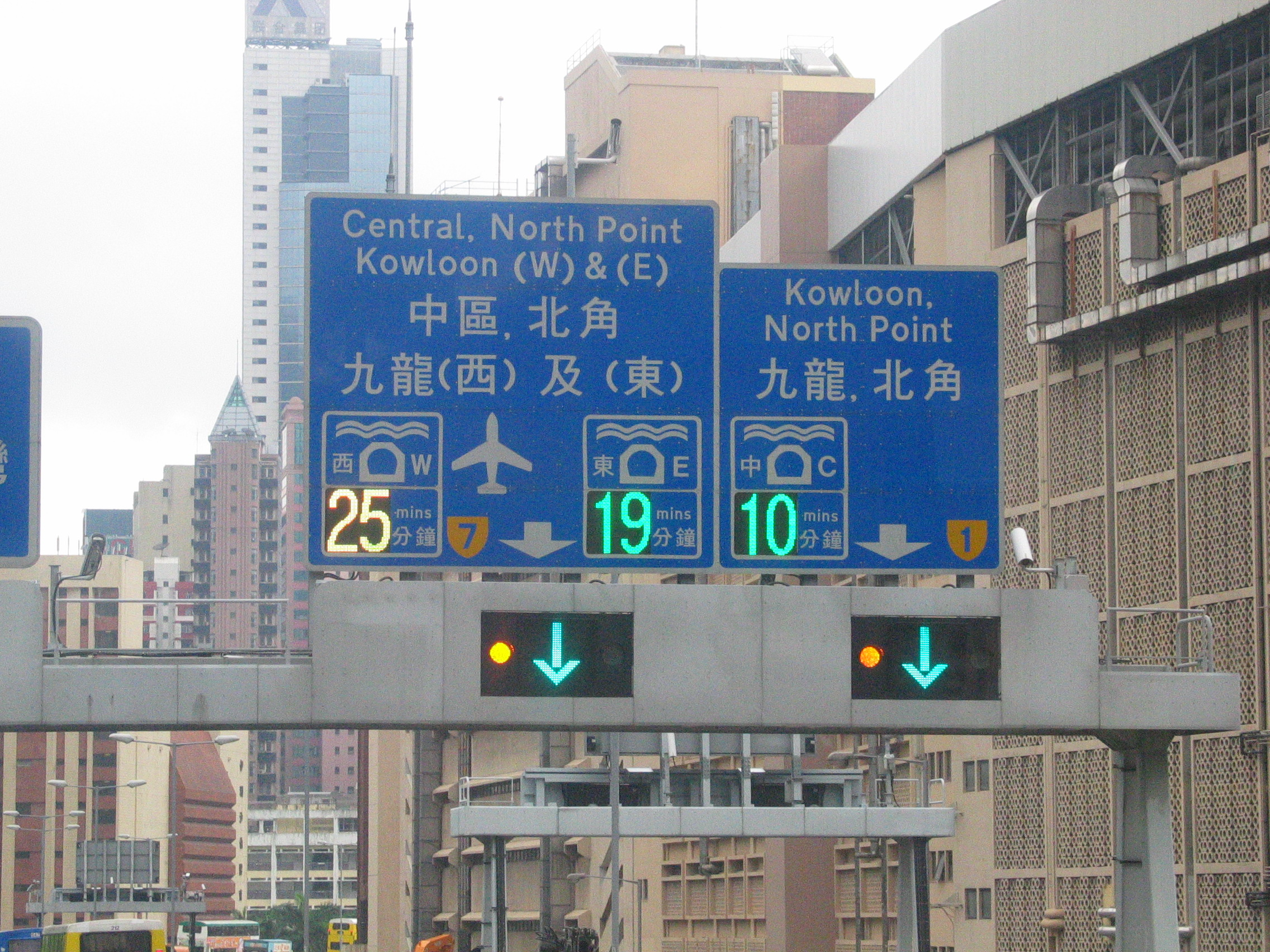
애버딘 터널의 교통 표지판

홍콩의 교통표지(중국어 정체자: 交通標誌, 월병: gaau1 tung1 biu1 zi3)는 홍콩의 도로 이용자에게 방향을 알려주는 표지판이다. 이들은 교통부에서 공식화되었으며, 이들의 스타일은 주로 도로 표지판 및 신호 회의(道路標示及燈號會議)를 기반으로 설계되었다.

## 설명

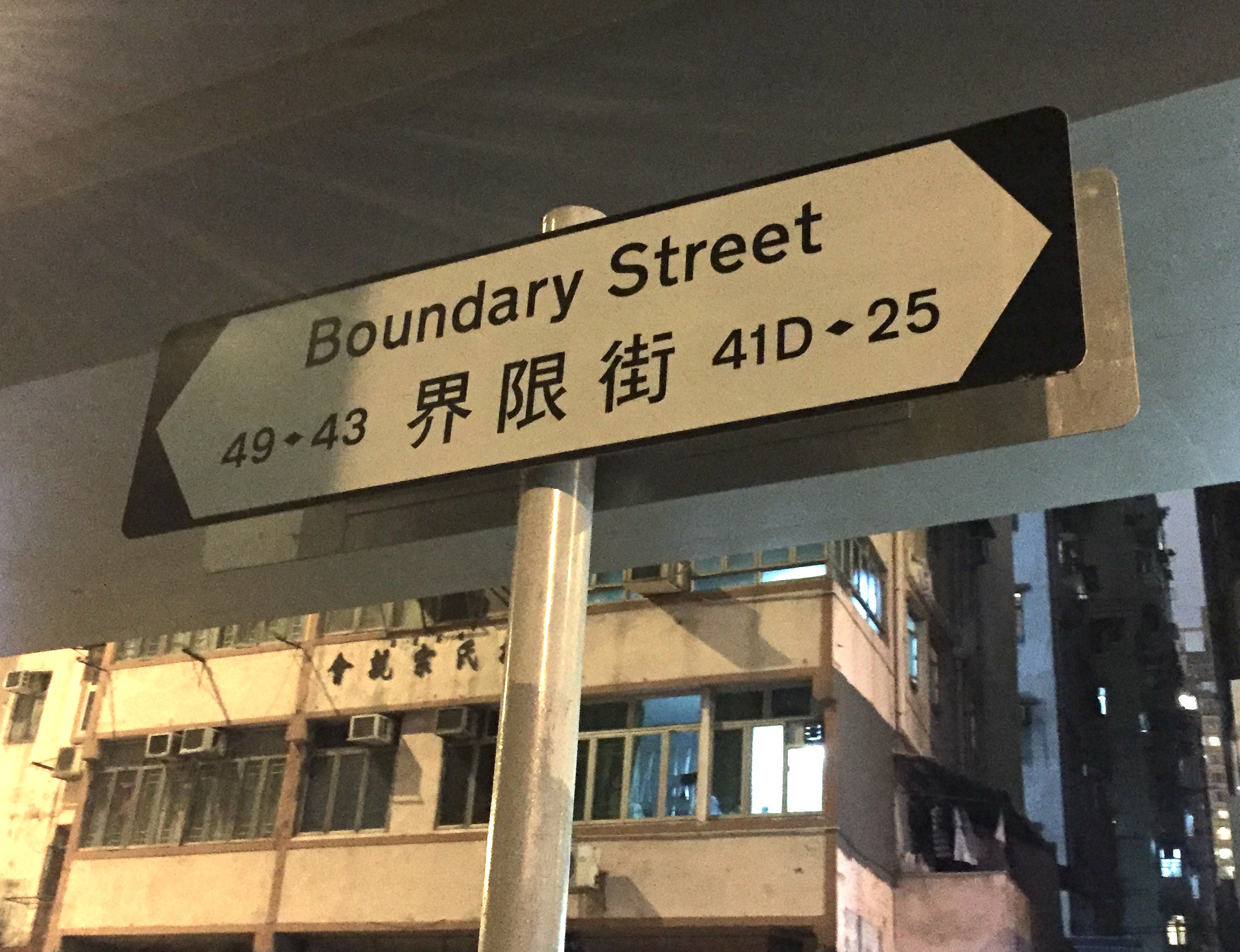
2015판 교통표지

홍콩의 교통 표지판은 주로 영국 형식을 따르며, 《교통 계획 및 설계 매뉴얼(중국어: 運輸策劃及設計手冊, 영어: Transport Planning and Design Manual)》에 기록되어 있다. 영어 글꼴은 전용 트랜스포트를 사용한다. 2010년대에는 헬베티카와 에어리얼이 가끔 사용되었다. 로고는 홍콩의 공식 언어인 중국어(정체자)와 영어를 사용하며, 영어가 보통 맨 위에 표시된다.

## 단위
홍콩의 교통표지는 일찍이 영국의 방식을 따라 마일(Mile, 哩), 피트(Feet, 呎), 인치(Inch, 吋) 등의 제국 단위계를 채택하였다. 그러나 홍콩 영국 정부는 홍콩을 세계와 접목시키기 위해 생산 업계에서 "미터법 단위"가 성행하여 1976년에 《십진법 조례(十進制條例)》를 공포하고 "홍콩 법률에 사용되는 비10진법 단위는 결국 국제단위계로 대체되어야 한다"고 제안했다. 1984년 8월 25일부터 3일간의 공휴일 동안 운수부(運輸署)는 홍콩 전역의 속도 제한 표지를 미터법 단위로 교체했다. 공사 기간 동안, 홍콩 전역의 도로(튄먼 공로, 둥구 주랑(東區走廊) 등 고속도로 포함)의 최고 속도는 시속 50km로 감소하여 도로 번호판 교체 시 혼란을 방지하였다. 미터 단위로 교체된 제한 속도 표지판에는 "km/h"라고 적혀 있어 이를 식별한다. 결국, 이러한 '과도한 성격의 도로표지판'은 2001년에 간소화를 이유로 점차 'km/h'라는 단어를 삭제했다.

## 경고표지
경고표지(警告標誌)는 앞에 위험이 있다는 것을 알려주는 표지판으로, 대부분은 빨간색 테두리와 흰색 배경의 삼각형 표지판이다.

전방 "정지" 또는 "양보" 표지판
"양보"선으로부터의 거리
"정지"선으로부터의 거리
전방 좌측 굽은도로 (화살표가 반대 방향이면 우측 굽은도로)
전방 우회전이 있는 연속 곡선(표지판 방향이 반대일 수 있음)
분할 차도가 앞쪽에서 끝남
전방 원형 교차로
전방 우측이 좁아짐(표지판이 반대 방향이면 좌측이 좁아짐.)
전방 양쪽으로 좁아짐
속도를 늦추기 시작하다
좌측 방향 급커브 도로(표지판이 반대인 경우 우회전).
전방 신호등이 있어요
전방 오르막 경사
전방 내리막 경사
저파주행(低波行車)
표시된 거리 내에서 저속 주행
저파주행(低波行車) 유지
전방에 단일 차선 교통
자전거는 좌측통행을 해야 함
자전거 타는 사람은 경사로에 도달하기 전에 내려서 걸어가야 함
전방 교통사고 다발지역
전방 보행자 사고 다발지역
전방 교차로
전방 좌선-우선-후선 교차로(표지판 방향이 반대일 수 있음)
앞쪽 오른쪽에 가지(표지판이 반대편에 있으면 왼쪽)
전방 T자 교차로(표지판 방향이 반대일 수 있음)
좌측에서 합류하는 차량(표지판 방향이 반대일 수 있음)
주요 도로 오른쪽에 있는 차량과 합류(표지판 방향이 반대일 수 있음)
전방 가공전선
전방 장애인
전방 시각장애인
전방 게이트나 장벽이 있는 평면 교차로
전방 해안 및 강가
전방 높이 제한
전방 보행자
전방 어린이
전방 바위가 있거나 낙석 위험이 있을 수 있음(표지판 방향이 반대일 수 있음)
전방 말
전방 소
전방 안개
전방 버스전용차로(프랜차이즈 버스)
전방 버스전용차로(프랜차이즈 버스)
전방 버스 노선(프랜차이즈 버스)
버스 차로가 있는 도로를 건너는 보행자에게 경고
전방 경철·전차
전방 도로에 경철·전차
전방 대로에 경철·전차
전방 보행자가 있거나 도로를 건너고 있음
전방 자전거 도로(자전거 타는 사람이 도로에 있거나 도로를 건너고 있음)
전방 자전거 탑승자
전방 저공비행 항공기가 있거나 항공기 소음이 있음
전방 고르지 않는 도로
전방 과속장지턱
양방향 도로(교차로 일방통행 도로 앞)
양방향 도로(전방)
전방 신호등 카메라/과속 카메라
적색신호 카메라 구역
안전높이
전방 학교
전방 놀이터
위험 지점까지의 거리
위험 지점까지의 거리
전방 보행자

## 지령표지
지령표지(指令標誌)는 "한제표지(限制標誌)"으로도 알려져 있으며, 규정, 금지 또는 제한을 나타내는 모든 표지판이 포함된다. “정지(停)”와 “양보(讓路)” 표지판을 제외하고는 일반적으로 둥글거나 사각형이다. 금지표지(禁制標誌)는 일반적으로 빨간색 테두리로 되어 있으며 운전자가 특정 행위를 하는 것이 금지되어 있음을 나타낸다. 강제성표지(強制性標誌)는 일반적으로 파란색 배경으로 되어 있으며, 운전자가 표지판의 지시를 따라야 함을 나타낸다.

우선 도로에서 차량에 양보
차량을 멈추고 양보
직진만 (교차로에 설치)
좌측방 통행 (표지판이 반대 방향이면 우측방 통행)
좌회전 (표지판이 반대편에 있으면 우회전)
다음 교차로에서 좌회전(표지판이 반대 방향이면 우회전)
주·정차 금지
주차 금지
모든 차량의 진입 금지
일방통행 운전
차량은 표지판 앞에서 정지해야 함(경찰에서 사용하는 표지판)
차량은 표지판에서 정지해야 함 (학교 횡단 순찰대에서 사용하는 표지판)
보행자 도로/자전거·삼륜차 도로를 분리, 자동차의 진입을 금지
자전거·삼륜차 전용도로, 자동차의 진입을 금지
자전거 제한 - 자전거 또는 삼륜차 운전자는 하차해야 함
자전거 제한 종료
경철·트램만 출입이 가능
전방 분리된 차도
금지 또는 제한이 적용되는 방향(방향이 반대일 수 있음)
좌우방향 금지 또는 제한
표시된 차량 유형에 대한 금지 또는 제한
전방 일방통행 도로
오전 7시부터 자정까지 주차가 허용되지 않음
오전 7시부터 오후 7시까지는 주차가 허용되지 않음
오전 8시부터 오전 10시까지, 오후 5시부터 오후 7시까지는 주·정차가 허용되지 않음
전시간 주·정차금지
"주·정차금지" 제한 종료
오전 7시부터 자정까지 공공미니버스 주·정차가 허용되지 않음
공공미니버스 "주·정차 금지" 제한 종료
표시된 차량 유형의 승객 적재 및 하역에 제한이 적용되지 않음 (문구는 화물 적재 및 하역으로 변경될 수 있음)
보행자 우선 구역
보조표지판에 따른 차량 진출입금지
자동차 출입금지
이륜차 및 삼륜차를 제외한 자동차 출입금지
이륜차 및 삼륜차 출입금지
버스·관광버스 출입금지
공공미니버스 출입금지
화물차 출입금지
학습 운전자가 운전하는 차량 출입금지
좌회전 금지(표지판이 반대 방향에 있는 경우 우회전 금지)
U턴 금지(표지판의 방향은 반대 방향으로도 가능)
보행자 출입금지
보행자, 인력거, 수레 출입금지
보행자, 보행자 통제차량, 자전거 및 삼륜차 출입금지
자전거, 삼륜차 출입금지
경적 금지
추월 금지
표시된 폭을 초과하는 차량(화물 포함) 출입금지
표시된 길이를 초과하는 차량 또는 차량(화물 포함) 출입금지
지정된 높이를 초과하는 차량(화물 포함) 출입금지
지정된 총 중량(화물 포함)을 초과하는 차량 출입금지
지정된 차축 중량(화물포함)을 초과하는 차량 출입금지
속도 제한 (킬로미터 매 시)
가변 속도 제한 (킬로미터 매 시)
이 도로에 인접한 건물로 이동해야 하는 차량에는 금지가 적용되지 않음
금지는 관련 허가를 소지한 차량에는 적용되지 않음
표시된 길이를 초과하는 차량에 대한 적용을 금지하거나 시행합니다.
표시된 총중량을 초과하는 트럭에 대한 금지 또는 의무 적용
표시된 차량 카테고리에는 금지 또는 집행이 적용되지 않음
적용시간
적용시간
적용일
금지 또는 집행은 표시된 차량 유형 및 적용 시간에는 적용되지 않음
금지가 시행되거나 위험이 있는 경로의 길이
금지, 제한 또는 경고 종료
좌측차선은 표시된 시간대와 요일에는 버스전용차선으로 운영되며, 專營巴士만 진입이 가능하다.
버스전용차로, 專營巴士만 진입 가능
역방향 버스차로, 專營巴士만 진입 가능
버스 노선 종료
경철 차량 노선 종료
지정된 위험물 유형을 운반 차량 진입금지
지정된 위험물 카테고리
중·대형화물차, 승합차, 이륜차, 자전거를 제외한 모든 차량 주차
화물차 전용 주차
버스 및 승합차 전용 주차
이륜차 전용 주차
자전거 전용 주차
쾌속공로의 시작점과 연속구간
쾌속공로 끝
택시 승강장
신계 택시사업 범위 종료
란타우 택시사업 범위 종료
녹색 미니버스 정류장
빨간색 미니버스 정류장
추월할 때를 제외하고는 반드시 가장 왼쪽 차선을 이용해야 함
추월할 때를 제외하고는 반드시 가장 오른쪽 차선에서 주행해야 함
갓길 —긴급 사고 이외에는 진입할 수 없음
자전거를 타는 사람은 반드시 내려서 건너야함
차량 출구
차량이 나갈 수 없음
차량 입구
차량이 들어올 수 없음

## 임시표지/공사표지
임시표지(臨時標誌)는 건설이 진행 중일 때 사용되며, 빨간색 배경에 흰색 문자가 있는 사각형 형태가 대부분이다.

전면 우측차선 폐쇄 (빨간색 가로 막대는 해당 선 폐쇄를 뜻함)
전면 우측차선 폐쇄 (빨간색 가로 막대는 해당 선 폐쇄를 뜻함)
전면 좌측차선만 통행가능 (빨간색 가로 막대는 해당 선 폐쇄를 뜻함)
앞쪽 양방향 도로에서 좌측선만 통행가능(빨간색 가로 막대는 해당 선 폐쇄를 뜻함)
전방 도로공사중
전방에서 우측 차로로 변경 (방향은 반대 가능)
우측빙 통행(표지 방향이 반대일 경우 좌측방 통행)
차량은 같은 목적지에 도달하기 위해 어느 쪽을 택해도 됨
전방 왼쪽이 좁아짐(표지판이 반대 방향이면 오른쪽이 좁아)
도로 공사 또는 임시 차선 폐쇄 종료
도로 도색 진행 중(도로 작업의 특성에 맞게 문구를 변경할 수 있음)
차선 또는 도로의 일시적 폐쇄
급구배 좌회전(반대 표지판은 급구배 우회전)에 대한 일시적 조치
전방 수동으로 작동하는 "정지/이동" 표지판
수동으로 작동하는 임시 "정지" 표지판
수동으로 작동하는 임시 "진행" 표지판
앞길이 구불구불하거나 도로 표면이 갑자기 변하는 경우
기복이 심한 도로 표면 또는 도로 표면의 급격한 변화
임시 교통 실린더
전방 신호등
전방 길막힘
도로 폐쇄
임시 주행 경로
임시 보행자 경로 (방향이 반대일 수 있음)
임시 보행자 경로
임시 신호등과 함께 사용하는 경우, 빨간불이 켜지면 표지판에서 멈춰야 한다.
횡단보도 임시 폐쇄
전방 미끄러운 길
전방 자갈 깔림
전방 고르지 못한 도로
서행 (경찰이 비상시에 사용하는 표지판)
도로 공사 경고 (특정 위험에 맞게 문구가 다를 수 있음)
전방 기타 위험
위험 상황 설명(단어는 다를 수 있음)
전방 단일 차선 교통(단어는 보통 "單排行車"이나 "單行路"로도 읽힐 수 있음)

## 제시표지

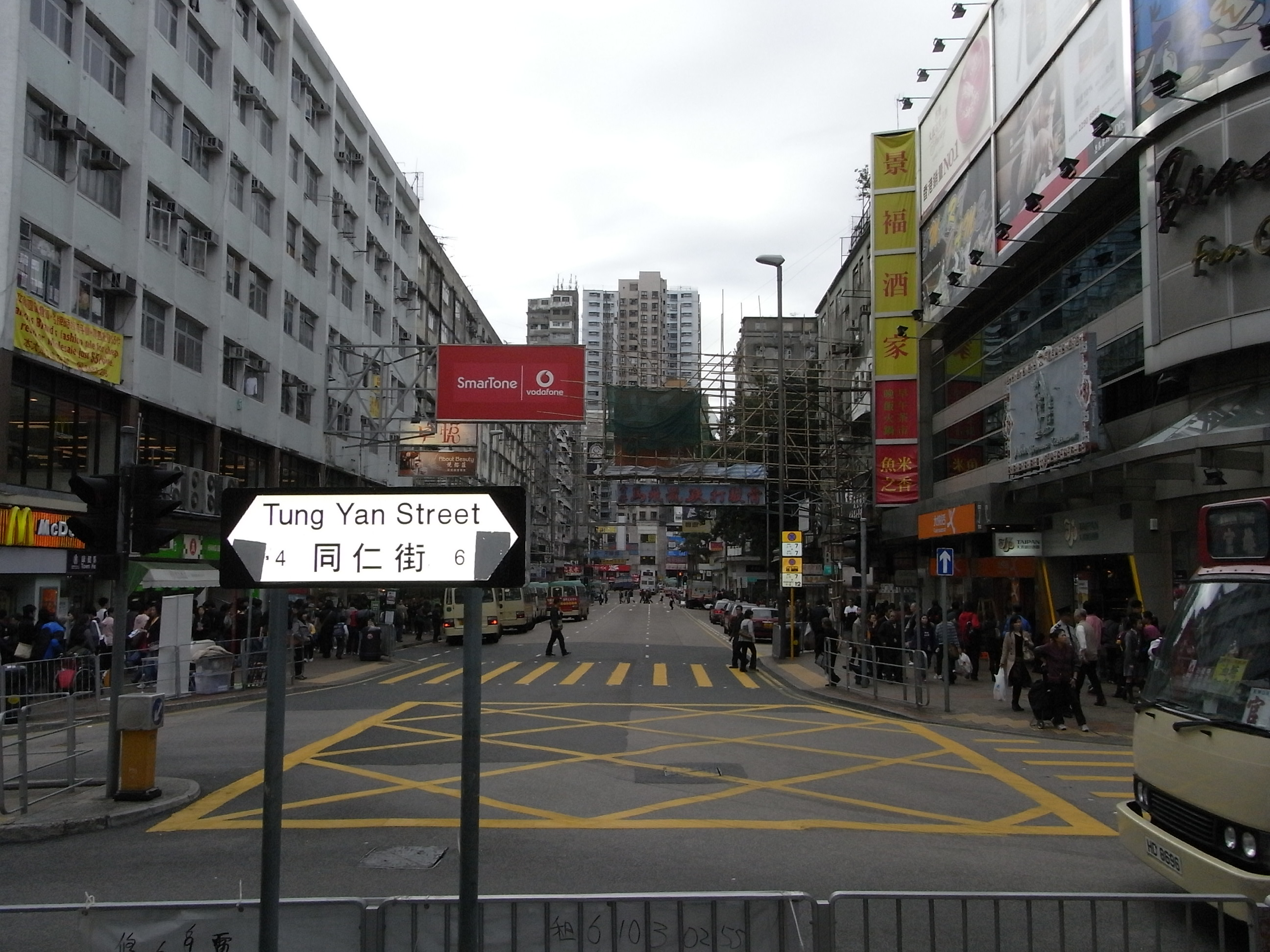
반사소재를 활용한 거리표지판

제시표지(提示標誌)는 파란색 배경에 흰색 글씨로 도로 이용자에게 도로 방향과 안내를 알려준다.

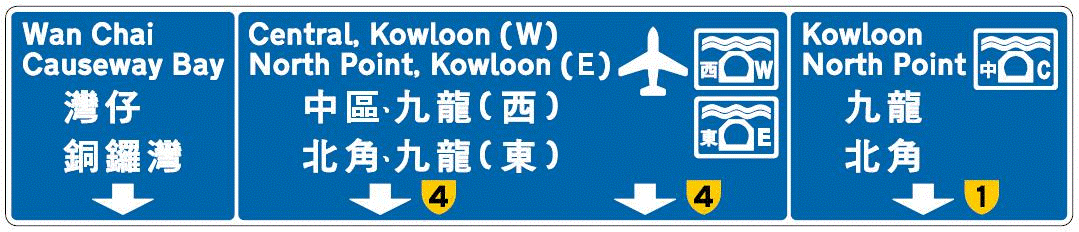
세 개의 해저터널 기호. 각각「東」,「中」,「西」로 표시되며, 각각 동구 해저터널, 해저터널(紅隧), 서구 해저 터널의 방향을 나타낸다. 목적지 이름 아래의 화살표는 이러한 장소로 가는 차선을 가리키며, 목적지를 선택하고 적절한 차선으로 들어가야 한다. 중간에 있는 두 개의 차선은 모두 중간 패널에 표시된 모든 장소로 안내할 수 있다.

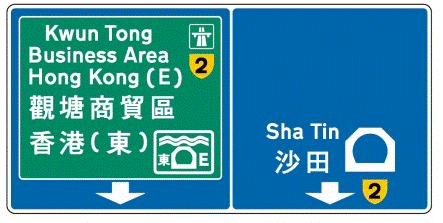
교통이 혼잡한 도로에서는 표지를 가공 방식으로 설정할 수 있다. (오른쪽 패널은 터널을 통해 사틴으로 가는 차선을 가리킨다.) 목적지 이름 아래의 화살표는 이러한 장소로 향하는 차선을 가리킨다. 목적지를 선택하고 적절한 차선으로 진입해야 합니다.
원형 교차로 앞에 설치된 방향 표지판은 출구 방향을 나타낸다. 고속도로로 통하는 목적지는 녹색으로 표시되고, 구역 내 목적지는 흰색으로 표시된다.

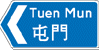
교차로에 설치된 화살표 모양의 방향 표지판은 지정된 목적지로의 방향 전환을 나타낸다.
주요 간선 번호
전방 터널
훙함 해저터널
서구 해저터널
동구 해저터널
도시 택시 승하차 지점
신계지 택시 승하차 지점
란타우섬 택시 승하차 지점
주차장 방향
자동차 페리 터미널 방향
도시철도역 방향
양방향으로 같은 목적지에 도달할 수 있음
길 없음
좌측 길 없음
우측 길 없ㅇ므
도로와 왼쪽 출구 사이 300m 거리(고속도로의 경우 녹색 바탕) (방향이 반대로 출구가 오른쪽에 있음을 나타낼 수 있음)
도로와 왼쪽 출구 사이 200m 거리(고속도로의 경우 녹색 바탕) (방향이 반대로 출구가 오른쪽에 있음을 나타낼 수 있음)
도로와 왼쪽 출구 사이 100m 거리(고속도로의 경우 녹색 바탕) (방향이 반대로 출구가 오른쪽에 있음을 나타낼 수 있음)
교차로 전방 각 차선의 방향 화살표, 임시 폐쇄 차선 표시
별도의 도로 진입점
다른 차량이 지나갈 수 있도록 차량을 이곳에 임시 주차 가능
일방통행 도로의 시작 부분에 표지판을 설치
경찰이 사고 현장에서 사용하는 표지판
경찰 정지 신호가 보이면 정지 준비
'교통조사소' 표지판이 있는 곳에 정차
교통조사소
운전자에게 적합한 차선을 선택하도록 상기시키기
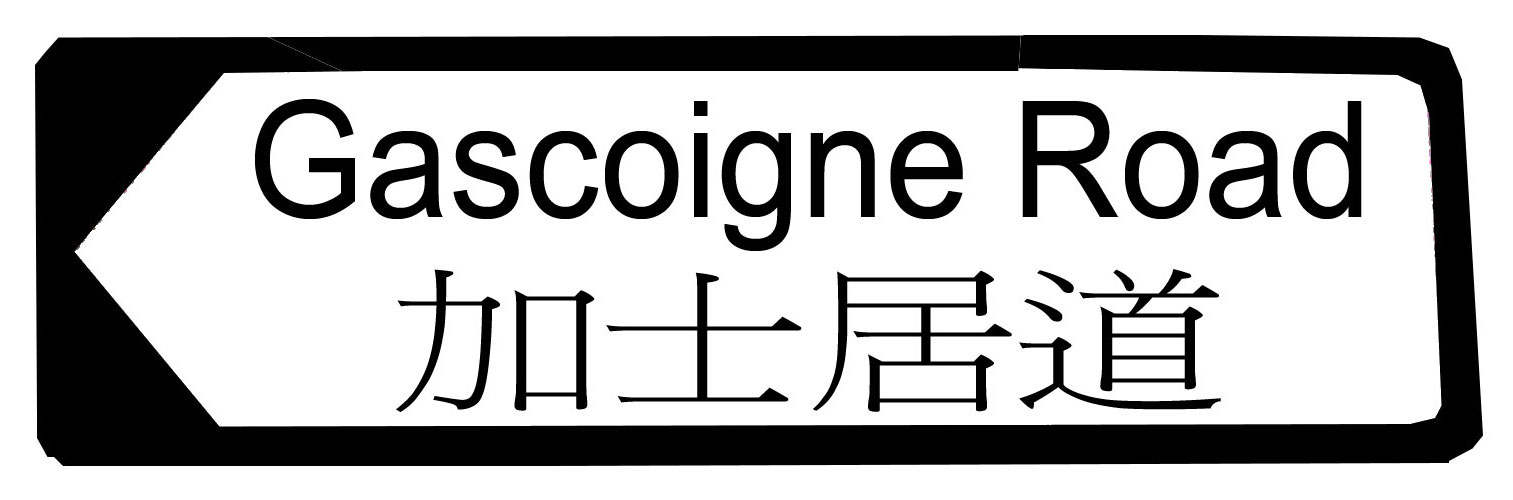
거리 표지판
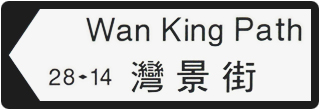
거리 번호가 표시된 거리 표지판

## 이전표지

### 워보이스 위원회(영어:Worboys_Committee)이후

전방 양방향 통행
전방 회전교차로
직진
좌측 통행(표지판이 반대 방향일 경우 우측 통행)
좌회전(표지판이 반대 방향이면 우회전)
전방 교차로에서 좌회전(표지판이 반대 방향을 나타내는 경우 우회전)
차량이 같은 목적지에 도달하기 위해 양방향 이용 가능
좌회전 금지 (표지판이 반대 방향이면 우회전 불가)
유턴 금지(표지판 방향은 반전 가능)
속도 제한(킬로미터 매시 단위)
편도통행
수평 교차 신호등

### 워보이스 위원회 이전

주의 삼각형
속이 찬 빨간원
속이 빈 빨간원
빨간원안 삼각형
자전거 통행금지
일방통행 도로
횡단보도
좌회전
일방통행 (좌회전)
우회전
일방통행 (우회전)
오토바이 통햄금지
출입금지
속도 제한(마일 매시 단위)
국가 속도 제한 적용
주차장
주차 및 대기 금지
출입금지
정지, 대로 앞
정지, 대로 앞